# Greatest (álbum do Duran Duran)
Greatest é um álbum dos melhores êxitos do grupo Duran Duran, lançado em 1998. Foi relançado em 2005.

## Faixas

### CD
1. "Is There Something I Should Know?"  – 4:10
2. "The Reflex"  – 4:24
3. "A View to a Kill"  – 3:34
4. "Ordinary World (Single version)"  – 4:42
5. "Save A Prayer (US single version)"  – 3:47
6. "Rio (US edit)"  – 4:45
7. "Hungry Like the Wolf (Edit)"  – 3:25
8. "Girls on Film"  – 3:27
9. "Planet Earth (Single version)"  – 3:57
10. "Union of the Snake"  – 4:22
11. "New Moon on Monday"  – 4:16
12. "The Wild Boys"  – 4:17
13. "Notorious"  – 4:00
14. "I Don't Want Your Love (Shep Pettibone 7" mix)"  – 3:48
15. "All She Wants Is (45 mix)"  – 4:26
16. "Electric Barbarella (Edit)"  – 4:17
17. "Serious (Edit)"  – 3:56
18. "Skin Trade (Radio cut)"  – 4:26
19. "Come Undone (Edit)"  – 4:15

### Videoclipes
1. Planet Earth
2. Girls On Film (Uncensored)
3. The Chauffeur (Uncensored)
4. Hungry Like The Wolf
5. Save A Prayer
6. Rio
7. Is There Something I Should Know?
8. Union Of The Snake
9. New Moon On Monday
10. The Reflex
11. The Wild Boys (Extended Version)
12. A View To A Kill
13. Notorious
14. Skin Trade
15. I Don't Want You Love
16. All She Wants Is
17. Serious
18. Burning The Ground
19. Ordinary World
20. Come Undone
21. Electric Barbarella